# 21e Luftwaffen-Felddivisie
De Duitse 21e Luftwaffen-Felddivisie (Duits: 21. Luftwaffen-Feld-Division) was een Duitse infanteriedivisie tijdens de Tweede Wereldoorlog. De divisie werd opgericht en ingezet aan de noordelijks sector van het oostfront. Na zware verliezen in de Koerland-pocket werd de divisie in november 1944 opgeheven.

## Geschiedenis

### Oprichting en inzet in 1943
Hoewel 21e Luftwaffen-Felddivisie een "hoog nummer" droeg, was het eigenlijk de eerste Luftwaffen-Felddivisie en ontstond op 11 november 1942 rechtstreeks uit de Luftwaffendivisie Meindl bij Heeresgruppe Nord. In de winter van 1942/43 vocht de divisie langs de Lovat en daarmee aan de zuidelijke rand van de Demjansk-pocket. Begin 1943 werd de divisie als volgt ingezet:
- Feld-Regiment 1 en Feld-Regiment 3: ten noorden van Cholm
- Feld-Regiment 4: ten zuiden van Mintsevo
- Gruppe Oberst Neudorffer: ten zuiden van Mintsevo

Rond de jaarwisseling 1942/43 werden veranderingen aangebracht:
- uit Feld-Regiment 1 werd het Luftwaffen-Jäger-Regiment 43 gevormd
- uit Feld-Regiment 3 werd Luftwaffen-Jäger-Regiment 44 gevormd
- uit Feld-Regiment 4 werd Luftwaffen-Jäger-Regiment 41 gevormd
- uit Gruppe Oberst Neudorffer werd Luftwaffen-Jäger-Regiment 42 gevormd

De Luftwaffen-Jäger-Regimenten 43 en 44 werden overgedragen aan de 22e Luftwaffen-Felddivisie, die ook zou worden opgericht. Na de ontbinding van die divisie zouden de regimenten in januari 1944 terugkomen bij de 21e Luftwaffen-Felddivisie, maar alleen Luftwaffen-Jäger-Regiment 43 kwam, want Luftwaffen-Jäger-Regiment 44 werd opgeheven. Begin maart 1943 arriveerden de resterende eenheden van de divisie in het Demjansk-gebied. De 21e Luftwaffen-Felddivisie was daarmee de enige Luftwaffen-Felddivisie met drie Jägerregimenten.

### Overgenomen in hetHeer
Op 1 november 1943 werd de divisie bij Poddorie overgenomen door het Heer en kreeg de benaming 21e Felddivisie (L) (Duits: 21. Feld-Division (L)), waarbij de L voor Luftwaffe stond. In het algemeen werd (ook in officiële documentatie) de naam 21e Luftwaffen-Felddivisie verder gevoerd. 

### Inzet 1943/44
Op 14 januari 1944 begon het Sovjet-winteroffensief tegen Heeresgruppe Nord. Na vier dagen van zware gevechten trok de gehavende divisie zich terug naar de “Pantherstelling” ten zuiden van Pskov. De divisie bleef hier tot half juli 1944, toen een ander Russisch offensief de Duitse stellingen trof. Op 20 juli 1944 werd het front van de divisie bij Ostrov ingedrukt en vonden er verdedigingsgevechten plaats tussen Cēsis en Sigulda. Begin oktober 1944 moest de divisie zich via de Westelijke Dvina en de Lielupe terugtrekken naar Koerland. Ze namen posities in bij Auce en later Saldus.

### Einde
De 21e Luftwaffen-Felddivisie werd in november 1944 opgeheven na zware verliezen te hebben geleden in de Koerlandslagen. De 1e bataljons van elk regiment plus Art.Rgt. 21 (L) gingen als Lw.Rgt.Gruppe 21 naar de 329e Infanteriedivisie. De 2e bataljons van de regimenten werden opgeheven. De staf en de resten van de divisie namen tot het eind van de oorlog als Gruppe Henze en later als Gruppe Barth aan de gevechten in Koerland deel.

## Slagorde
- Luftwaffen-Jäger-Regiment 41 (met drie bataljons)
- Luftwaffen-Jäger-Regiment 42 (met drie bataljons)
- Luftwaffen-Jäger-Regiment 43 (met drie bataljons)
- Luftwaffen-Artillerie-Regiment 22 (met vier afdelingen)
- Panzerjäger-Abteilung der Luftwaffen-Feld-Division 21
- Luftwaffen-Pionier-Bataillon 21
- Radfahrer-Kompanie der Luftwaffen-Feld-Division 21
- Luftnachrichten-Kompanie der Luftwaffen-Feld-Division 21
- Versorgungseinheiten der Luftwaffen-Feld-Division 21

Vanaf 1 november 1943:
- Jäger-Regiment 41 (L) (met twee bataljons)
- Jäger-Regiment 42 (L) (met twee bataljons)
- Jäger-Regiment 43 (L) (met twee bataljons)
- Artillerie-Regiment 21 (L) (met vier afdelingen)
- Füsilier-Bataillon 21 (L)
- Feldersatz-Bataillon 21 (L)
- Panzerjäger-Abteilung 21 (L)
- Pionier-Bataillon 21 (L)
- Nachrichten-Abteilung 21 (L)
- Divisionseinheiten 21 (L)

## Commandanten
| Rang                                               | Naam                | Begin            | Eind             |
| -------------------------------------------------- | ------------------- | ---------------- | ---------------- |
| Generalleutnant                                    | Richard Schimpf     | 11 november 1942 | 12 oktober 1943  |
| Generalmajor vanaf 1 februari 1944 Generalleutnant | Rudolf-Eduard Licht | 12 oktober 1943  | 1 april 1944     |
| Oberst                                             | Rudolf Goltzsch     | 1 april 1944     | 8 april 1944     |
| Generalleutnant                                    | Rudolf-Eduard Licht | 8 april 1944     | 18 augustus 1944 |
| Generalmajor                                       | Albert Henze        | 18 augustus 1944 | november 1944    |

## Bovenliggende bevelslagen
| Legerkorps         | Leger                   | Legergroep        | Plaats/regio      | Begin             | Eind              |
| ------------------ | ----------------------- | ----------------- | ----------------- | ----------------- | ----------------- |
| 10e Legerkorps     | 16. Armee               | Heeresgruppe Nord | Staraja Roessa    | 12 december 1942  |                   |
| Korps z.b.V. Höhne | 16. Armee               | Heeresgruppe Nord | Staraja Roessa    | april 1943        | 20 juli 1943      |
| 8e Legerkorps      | 16. Armee               | Heeresgruppe Nord | Staraja Roessa    | 20 juli 1943      | november 1943     |
| 10e Legerkorps     | 16. Armee               | Heeresgruppe Nord | Staraja Roessa    | november 1943     | februari 1944     |
| VI SS Korps        | 18. Armee               | Heeresgruppe Nord | Opotsjka          | februari 1944     | maart 1944        |
| 38e Legerkorps     | 18. Armee               | Heeresgruppe Nord | Letland           | maart 1944        | 25 september 1944 |
| 38e Legerkorps     | Armee-Abteilung Grasser | Heeresgruppe Nord | Letland, Koerland | 25 september 1944 | 29 oktober 1944   |
| 38e Legerkorps     | Armee-Abteilung Kleffel | Heeresgruppe Nord | Koerland          | 29 oktober 1944   | 6 november 1944   |
| 38e Legerkorps     | 16. Armee               | Heeresgruppe Nord | Koerland          | 6 november 1944   | november 1944     |